# Dionigi Bussola
Dionigi Bussola oder Dionisio Bussola (* um 1615 in der Lombardei; † 15. September 1687 in Mailand) war ein italienischer Künstler, Maler und Bildhauer des Barock.

## Leben
Dionigi Bussola arbeitete hauptsächlich in der Lombardei, wo er wahrscheinlich 1615 geboren wurde. Seine künstlerische Ausbildung erhielt er in Rom, wo er sich lange Zeit aufhielt. Dort studierte er an der Accademia di San Luca und erlernte sein Handwerk von Ercole Ferrata. Nach seiner Rückkehr nach Mailand setzte er seine Tätigkeit fort, bis er 1645 Statuarius und 1658 Protostatuario der Veneranda Fabbrica des Mailänder Dom wurde. Einige Jahre zuvor wurde 1653 sein Sohn Cesare ebenfalls in Mailand geboren. Er sollte in die Fußstapfen seines Vaters treten und ebenfalls Bildhauer und Maler werden.
Im Mailänder Dom sind frühe Werke von Dionigi die Statuen des Heiligen Maximus und des Heiligen Anastasius an der Südseite des Querschiffs. Zu seinen weiteren Werken im Mailänder Dom zählen auch Statuen des Heiligen Martin und des Heiligen Andreas, vollendet im Jahr 1652. Er malte das Gewölbe der Kapelle Madonna dell’Albero aus. Von Mailand zog er, ohne die Mailänder Werkstatt endgültig zu verlassen, in die Wallfahrtskirche Beata Vergine dei Miracoli in Saronno, in die Certosa di Pavia, für die er Flachreliefs mit der Darstellung der Geburt Christi und des Kindermord in Bethlehem schuf, ebenso die Kalvarienberge von Orta San Giulio, Varallo, Varese und Domodossola.

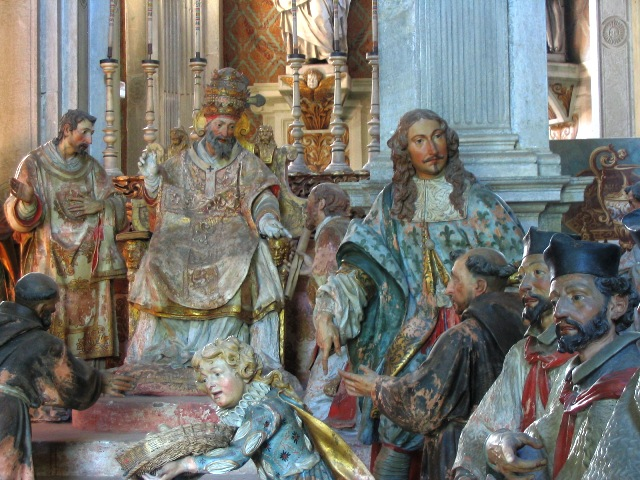
Eine Statuengruppe am Sacro Monte d’Orta

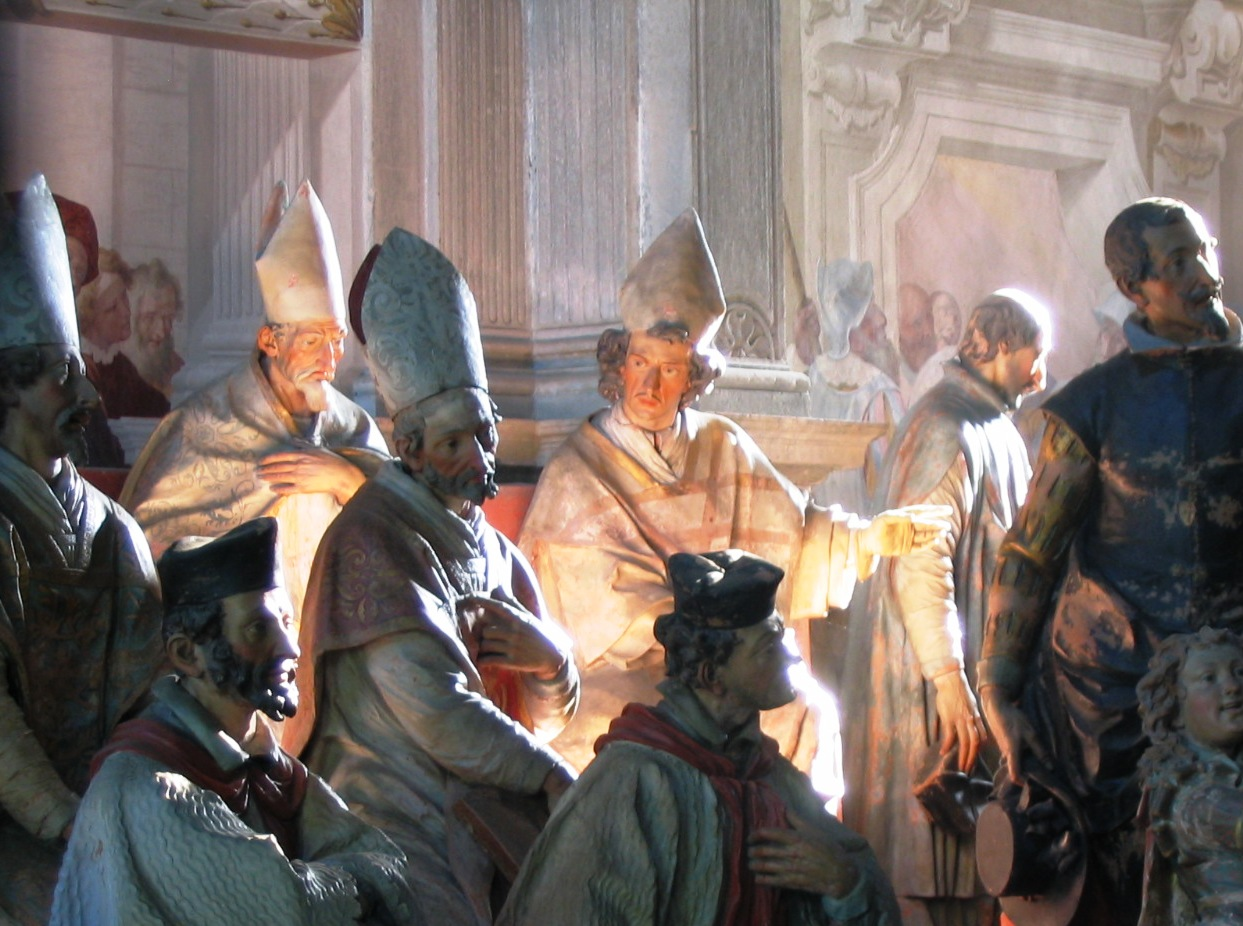
Gruppe von Kardinälen

## Sein Werk für die Kalvarienberge
Die Arbeit dieses Künstlers hat in der Zeit, in der er an den Sacri Monti tätig war, erstaunliche Ergebnisse erzielt und ein künstlerisches Erbe von großem Wert hinterlassen.
Auf dem Sacro Monte di Varallo war er für die Gestaltung der Paradiesfiguren in der Kuppel der Kirche Mariä Aufnahme in den Himmel verantwortlich.
Während seiner Zeit in Domodossola wurde er von Giovanni Matteo Capis, dem Bauherrn des Sacro Monte di Domodossola, auf Anregung des Craveggese-Malers Carlo Mellerio eingeladen. In den Kapellen des Sacro Monte arbeitete er von etwa 1660 bis etwa 1684 und schuf zahlreiche Statuen:
- Komplex Toter Christus in der 14. Kapelle,
- Christus am Kreuz mit den ihn umgebenden Figuren in der 12. Kapelle,
- Gruppe Absetzung in der 13. Kapelle,
- Begegnung Jesu mit seiner Mutter in der 14. Kapelle,
- Jesus, der das Kreuz trägt in der 2. Kapelle,
- einige Statuen in der Paradies-Kapelle,
- Der auferstandene Christus und die Statuen der Propheten im Sanktuarium,
- Der verkündende Engel und die Jungfrau im Heiligen Haus von Loreto.

Am Sacro Monte di Varese schuf er die Kreuzigungsgruppe für die zehnte Kapelle.
Das umfangreichste Zeugnis hinterließ er am Sacro Monte d’Orta mit mehr als hundert von ihm modellierten Terrakottastatuen; allein in der zwanzigsten Kapelle sind es 51. Der Eingangsbogen der Kirche von San Nicolao, Eingang des Sacro Monte, wird von einer Statue des Heiligen Franziskus von Dionigi Bussola gekrönt.